# Função de consumo
Em economia, a função de consumo é uma função matemática que expressa o consumo das famílias. Foi desenvolvida por John Maynard Keynes e descrita na sua magnum opus A Teoria Geral do Emprego, do Juro e da Moeda. A função é usada para calcular o consumo privado de uma economia, e é composta pelo consumo autônomo e o consumo induzido pelo rendimento. 
Uma função de consumo simples linear:
{\displaystyle C={\overline {C}}+cY_{d}}
Onde:
- C = Consumo,
- {\displaystyle {\overline {C}}} = consumo autónomo
- c é a propensão marginal a consumir (0 < c < 1), e,
- Yd = rendimento disponível (rendimento após impostos e transferências, Y - T + TR).

O consumo autônomo representa o consumo quando o rendimento é zero. Em modelos, o valor tanto pode ser positivo como negativo. A propensão marginal a consumir indica o quanto varia o consumo induzido, quando o rendimento varia. Em termos geométricos, o c é o declive da recta da função de consumo linear. O c varia entre ]0,1[, o que significa que o consumo aumenta quando o rendimento aumenta, e o inverso também, mas num montante inferior ao do rendimento, por a propensão ser inferior a um. 
A função de consumo keynesiana também é conhecida como hipótese do rendimento absoluto, uma vez que o consumo depende apenas do rendimento corrente e ignora rendimento futuro potencial. Face a esta crítica, Milton Friedman desenvolveu a hipótese do rendimento permanente e Franco Modigliani respondeu com a teoria do ciclo de vida.

## Determinantes do consumo no modelo Keynesiano Simpes
- Consumo
- Teoria do ciclo de vida
- Hipótese da renda permanente
- Renda
- Expectativas racionais
- Equivalência ricardiana